# 法伊尔斯多夫 (莱茵兰-普法尔茨州)
法伊尔斯多夫是德国莱茵兰-普法尔茨州的一个市镇。总面积3.80平方公里，总人口28人，其中男性14人，女性14人（2011年12月31日），人口密度7人/平方公里。